# حور قيقبي الأوراق
حور قيقبي الأوراق (الاسم العلمي:Populus acerifolia) هو نوع غير مؤكد من النباتات يتبع جنس الحور من الفصيلة الصفصافية.